# فلويد جونز
فلويد جونز (بالإنجليزية: Floyd Jones)‏ هو فنان الشارع أمريكي، ولد في 21 يوليو 1917 في ماريانا في الولايات المتحدة، وتوفي في 19 ديسمبر 1989 في شيكاغو في الولايات المتحدة بسبب قصور القلب.

## وصلات خارجية
- فلويد جونز على موقع ميوزك برينز (الإنجليزية)
- فلويد جونز على موقع أول ميوزيك (الإنجليزية)
- فلويد جونز على موقع ديسكوغز (الإنجليزية)